# Platysenta detrecta
Platysenta detrecta är en fjärilsart som beskrevs av Druce. Platysenta detrecta ingår i släktet Platysenta och familjen nattflyn. Inga underarter finns listade i Catalogue of Life.